# Premio Internacional de Teatro Ricardo López Aranda
El Premio internacional de Teatro Ricardo López Aranda está patrocinado por el Ayuntamiento de Santander (Concejalía de Cultura), en memoria del dramaturgo santanderino, tiene por objeto promover la creación teatral, con una dotación de 3.000 euros y la publicación del texto. Las obras deben ser originales e inéditas, en idioma español, no premiadas en ningún otro concurso ni representadas con anterioridad. La extensión, el contenido y la forma son libres. Desde 2011 el premio está únicamente abierto a los jóvenes menores de 35 años. 
En cuanto a su evolución, el premio fue convocado por primera vez en 1998. Inicialmente tuvo carácter anual y estuvo dirigido a autores vinculados con Cantabria, con un premio de 6.000 euros. En una segunda etapa, en 2001, se convierte en un premio internacional y bienal con una dotación de 8.000 euros. En 2011 pasa a dirigirse a textos teatrales para autores jóvenes, con una dotación de 3.000 euros. Actualmente las obras ganadoras son publicadas en la Colección de Literatura Dramática Iberoamericana de las Publicaciones de la ADE (Asociación de Directores de Escena de España) que colabora en su difusión nacional e internacionalmente.

## Jurado
En sus más recientes ediciones el jurado  ha estado integrado por Juan Antonio Hormigón (presidente), catedrático de la Real Escuela de Arte Dramático y presidente de la Asociación de Directores de Escena, Ramón Saiz Viadero, escritor, Francisco Valcarce, director del Aula de Teatro de la Universidad de Cantabria y de La Machina teatro, y Mario Crespo López, y por  Enrique Álvarez, responsable del Servicio de Cultura del Ayuntamiento de Santander, como secretario. En el pasado han formado parte del jurado Eva Cuartango, directora de Actividades Culturales de la Universidad de Cantabria (2013), Ana Belén Rodríguez de la Robla, poeta (2011),  Pepe Henríquez, redactor jefe de la revista teatral Primer Acto (2009 y 2011),  Santiago Martín Bermúdez, dramaturgo (presidente, 2001 a 2007), José Manuel Cabrales Arteaga, escritor, y Miguel Signes Vidal, autor (2007). En 2019 el jurado ha estado compuesto por Ángela Monleón, presidenta del mismo y directora de la revista Primer Acto, la dramaturga Diana Luque, ganadora del Premio López Aranda en la edición de 2011, Francisco Valcárce y Ramón Saiz Viadero.

## Convocatorias y Bases
La convocatoria del XII edición del Premio de teatro “Ricardo López Aranda” para autores jóvenes se abrió el 19 de febrero de 2019. El fallo del premio se prodjujo el 22 de octubre de 2019 y la obra ganadora se publicará durante el primer trimestre de 2020 a través de una editorial de ámbito nacional, como indican las bases del premio.

## Galardonados
| Año      | Autor                              | Obra                     |
| -------- | ---------------------------------- | ------------------------ |
| 1998     | Alberto Iglesias González (España) | De un plumazo[3]         |
| 1999     | Ignacio Pérez González (España)    | Isla escalonada[4]       |
| 2000     | Desierto                           |                          |
| 2001     | Alejandro Licona (México)          | La Santa Perdida[5]      |
| 2003     | Gustavo Ott (Venezuela)            | Tu ternura Molotov[6]    |
| 2005     | Miguel Signes (España)             | Una silla, tres euros[7] |
| 2007     | Desierto                           |                          |
| 2009     | Antonio Sansano Escudero (España)  | Catorce mil palabras[8]  |
| 2011[9]  | Diana Luque                        | Tras la puerta[10]       |
| 2013[11] | Alberto Conejero                   | Ushuaia[12]              |
| 2015[13] | Clara Maylín (Cuba)                | Sacrificio[14]           |
| 2017     | No convocado                       |                          |
| 2019     | Sergio Martínez Vila (España)      | Cabeza de mujer          |
| 2021     | Sergio Serrano (España)            | Las zarzas               |